# ヤマハ音楽院
ヤマハ音楽院（ヤマハおんがくいん）は、財団法人ヤマハ音楽振興会が、1970年に音楽家や指導者の育成を目的に設立した音楽学校。

## 概要
設立時はネム音楽院と称したが、1983年にヤマハ音楽院に改称した。公益法人制度の改定にともない、公益法人としてより社会に貢献する人材育成を目指し、指導者育成に軸を置くためとして、2008年度より指導者養成科を除く募集を停止した。
SMAP、浜崎あゆみ、Every Little Thing、CHEMISTRY、倖田來未、Crystal Kay、島谷ひとみ、KinKi Kidsなどに曲を提供する作曲家を送り続けていた。これは36年間続く「作編曲→ライブ・レコーディング」という独自のカリキュラムが組まれているからである。
さらに近年はDTMを全学生必修にし、年間20回にも及ぶオリジナル曲のライブ開催で、ゲーム音楽、インターネット番組制作、着メロ・着うた、ヤマハ楽器の音源データ制作など、時代が要求する音楽制作のあらゆる方面でOBが活躍している。また関東圏には1,000名をヤマハ音楽教育システム講師として送り出している。
旧名「ネム音楽院」の「ネム」はヤマハがかつて経営していたリゾート施設「合歓の郷」の由来にもなっている。
ネム音楽院は当初、JOC ジュニアオリジナルコンサートで活躍する自作自演のピアニストやエレクトーニストを養成する目的があり、平部やよい等の作曲家も積極的にヤマハの教育に関与していたが、ピアニスト部門のみヤマハマスタークラスに移管した。

## 卒業生等
| - 松原正樹 - 末原康志 - 江部賢一 - 山本恭司 - 向谷実 - 萩原克己 - 倉田信雄 - 石川芳 - 熱田修二 - 大泉徹 | - 鍵和田道男 - 小山宣夫 - 渡辺建 - 久保哲也 - 中村秀樹 - 高木敏郎 - 山平義裕 - 大石竜輔 - 国府弘子 - 大村雅朗 | - Joelle - ササキアキラ（山葵） - 柴崎浩 (WANDS ギタリスト) - 田中マイミ - 松下誠 AB's ギタリスト - 岡本郭男 AB'S ドラマー - 青山徹 中退 |